# Georges Képénékian
Georges Képénékian, né le 9 août 1949 à Lyon, est un homme politique français.
Membre du Parti socialiste, puis de La République en marche, il est maire de Lyon entre juillet 2017 et novembre 2018.

## Biographie

### Situation personnelle
Georges Képénékian naît le 9 août 1949 dans le 2e arrondissement de Lyon,. D'origine arménienne, Georges Képénékian est fortement engagé dans la reconnaissance du génocide arménien et ancien membre du conseil de la fondation Léa et Napoléon Bullukian de Lyon. Il est marié et père de trois enfants.

### Carrière professionnelle
Il est chirurgien urologue de profession et directeur de stratégie au centre hospitalier Saint-Joseph Saint-Luc de Lyon depuis 2005,.

### Parcours politique
Adjoint au maire de Lyon à partir de 2008, alors chargé de la culture, des grands événements et des droits des citoyens à partir de 2008, il devient premier adjoint en avril 2014. Il est également conseiller du 3e arrondissement de Lyon et membre permanent au conseil de la métropole de Lyon. Comme le maire de Lyon, Gérard Collomb, il quitte le PS pour La République en marche.
Après la nomination de Gérard Collomb au ministère de l'Intérieur en mai 2017 et l'élection de David Kimelfeld à la tête de la métropole le 10 juillet 2017, il est fortement pressenti pour succéder à Gérard Collomb comme maire de Lyon,,,,. Le 17 juillet, il est élu maire par le conseil municipal, avec 49 voix, soit 13 de plus que la majorité absolue,.
Georges Képénékian annonce sa démission de la mairie de Lyon le 2 octobre 2018 pour permettre à Gérard Collomb, démissionnaire du gouvernement, de récupérer le fauteuil de maire,. Il demeure en fonction jusqu'à l'élection de son successeur, le 5 novembre 2018, puis redevient premier adjoint.
Il est candidat à la mairie de Lyon pour les élections municipales de 2020, à la tête d'une liste qu’il présente comme indépendante, face notamment à celle conduite par Yann Cucherat et soutenue par Gérard Collomb et LREM.
En février 2025, il se déclare à nouveau candidat sans étiquette à la mairie de Lyon pour les élections municipales de 2026.

### Affaires judiciaires
En décembre 2024, il est placé sous le statut de témoin assisté dans l'affaire de l'emploi présumé fictif de l'ex-compagne de Gérard Collomb.
En avril 2025, il est entendu par la police judiciaire de Lyon dans le cadre de l'enquête sur l'affaire des « chargés de mission » de la municipalité.

## Synthèses des résultats électoraux

### Élections municipales
Les résultats ci-dessous concernent uniquement les élections où il est tête de liste.
| Année | Liste         | Liste      | Commune | 1er tour | 1er tour | 1er tour | 2d tour | 2d tour | 2d tour  | Sièges obtenus | Sièges obtenus |
| Année | Liste         | Liste      | Commune | Voix     | %        | Rang     | Voix    | %       | Rang     | CA             | CM             |
| ----- | ------------- | ---------- | ------- | -------- | -------- | -------- | ------- | ------- | -------- | -------------- | -------------- |
| 2020  |               | LREM diss. | Lyon 3e | 2 577    | 12,18    | 4e       | 4 231   | 20,23   | 3e       | 3 / 36         | 1 / 12         |
| 2020  | Ville de Lyon | LREM diss. | 12 672  | 11,98    | 4e       | 17 240   | 17,02   | 3e      | 14 / 221 | 4 / 73         |                |

## Détail des mandats et fonctions
- Depuis le 21 mars 2008 : conseiller municipal de Lyon
- 21 mars 2008 - 11 juillet 2017 : adjoint au maire de Lyon, chargé de la culture, des grands événements et des droits des citoyens
- 5 avril 2014 - 17 juillet 2017 : premier adjoint au maire de Lyon
- 11 juillet 2017 - 2 juillet 2020 : vice-président de la métropole de Lyon, chargé de la politique de la ville
- 17 juillet 2017 - 5 novembre 2018 : maire de Lyon
- Depuis le 17 juillet 2017 : conseiller du 3e arrondissement de Lyon
- 5 novembre 2018 - 4 juillet 2020 : premier adjoint au maire de Lyon

## Décorations
- Chevalier de la Légion d'honneur Il est fait chevalier le 30 décembre 2017[22],[23].
- Officier de l'ordre des Arts et des Lettres Il est promu au grade d’officier par l’arrêté du 13 février 2015[24].